# Jan II Szalony
Jan II żagański (Szalony, Zły, Dziki, Okrutny) (ur. 16 czerwca 1435, zm. 22 września 1504 w Wołowie) – od 1449 z bratem Wacławem, książę na Przewozie (faktyczne rządy), od 1461 w Nowogrodzie Bobrzańskim, 1461–1467 i 1472 w Żaganiu, abdykował, 1476–1488 książę na Głogowie, Kożuchowie i Szprotawie, usunięty, ok. 1497–1504 w Wołowie.

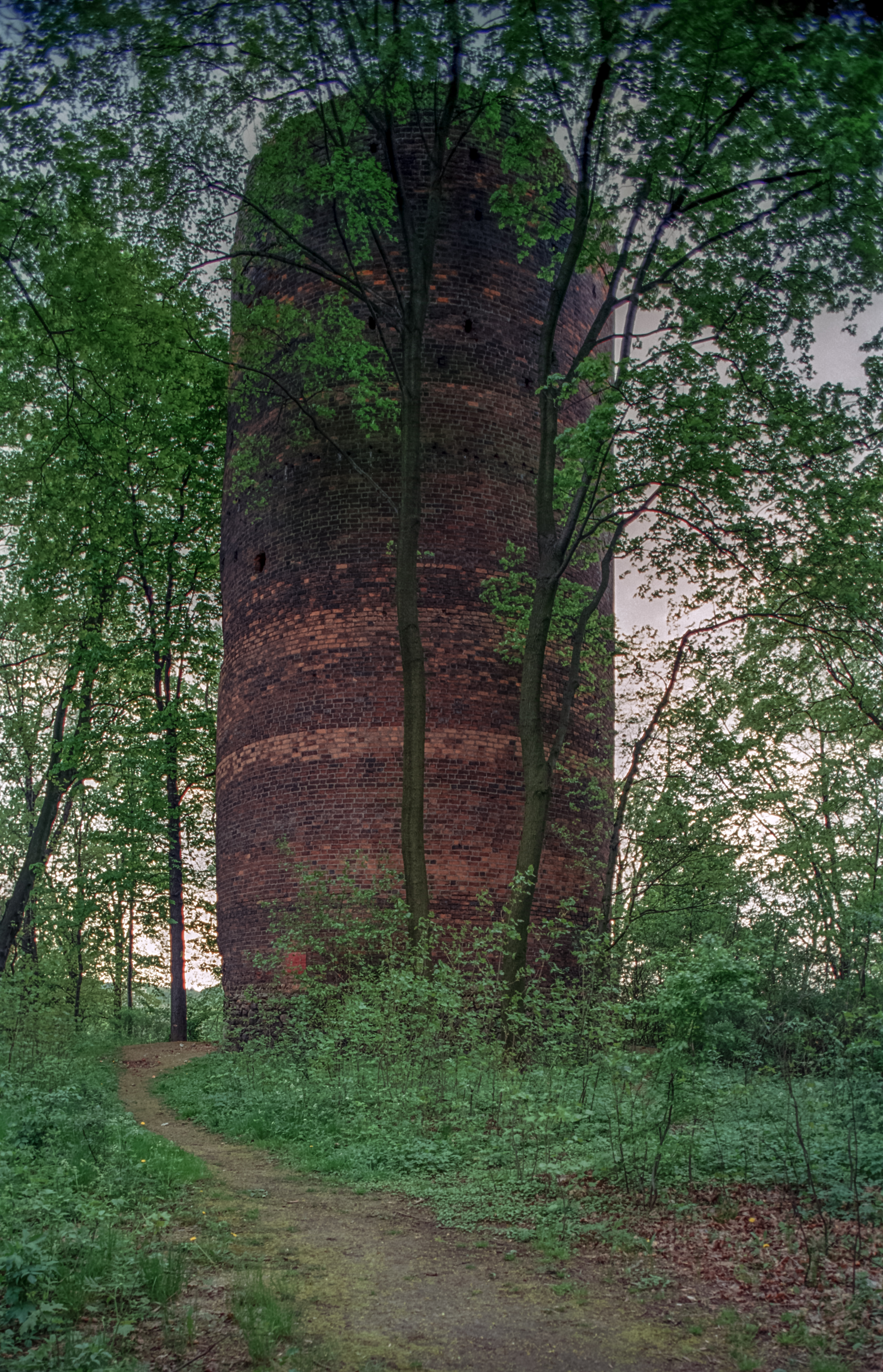
Wieża głodowa zamku w Przewozie

Jan II był najmłodszym synem Jana I żagańskiego i Scholastyki saskiej oraz ostatnim księciem głogowsko-żagańskim z dynastii piastowskiej.
Jan wcześnie (w 1439 roku) osierocony przez ojca znalazł się pod opieką starszych braci Baltazara i Rudolfa. Podział ojcowizny nastąpił w 1449, kiedy to Jan II, wraz z chorym psychicznie bratem Wacławem otrzymał Przewóz z okręgiem. Faktyczne rządy w księstwie znalazły się w rękach Jana.
Otrzymana część ojcowizny ze stołecznym Przewozem na czele, nie zadowoliła najmłodszego syna Jana I, który żądał od starszych braci Baltazara i Rudolfa sprawiedliwszego podziału. W tej fazie konfliktu spór został zakończony w 1453 roku ugodą zawartą za pośrednictwem Fryderyka saskiego.
Po śmierci Rudolfa żagańskiego w 1454 roku i pod nieobecność Baltazara, który przebywał w Prusach, Jan II otrzymał w zarząd dzierżone dotąd przez braci księstwo żagańskie. Próbował wówczas na stanach księstwa wymusić (skutecznie) złożenia sobie hołdu lennego, co ostatecznie zostało unieważnione w związku z powrotem Baltazara na Śląsk w 1458 roku.
Do ponownych zadrażnień doszło w 1461 roku, kiedy Jan dzięki pomocy króla czeskiego Jerzego z Podiebradów przemocą zajął księstwo żagańskie. W tym samym roku przyłączył również do swoich włości odziedziczoną po matce jej oprawę wdowią z Nowogrodem Bobrzańskim na czele. Żagań utracił dopiero sześć lat później, kiedy w sprawę zegnanego z tronu Baltazara zaangażował się jego kuzyn książę głogowski Henryk XI.
Jan II jednak nie rezygnował i, tym razem korzystając z pomocy króla węgierskiego Macieja Korwina (otrzymał od niego 10 000 florenów na werbowanie żołnierzy potrzebnych do zdobycia tronu czeskiego), ponownie zdobył księstwo żagańskie, a samego Baltazara w 1472 roku pojmał we wsi Witoszyn Dolny i uwięził w wieży przewozkiego zamku, gdzie tenże po ponad dwóch miesiącach zmarł śmiercią głodową.
Zdobyte tak dużymi nakładami księstwo żagańskie Jan II dzierżył tylko przez kilka miesięcy, jeszcze bowiem w tym samym roku niespodziewanie sprzedał je (łącznie z Przewozem) książętom saskim: Ernestowi i Albrechtowi za 50000 florenów węgierskich. W układzie potwierdzonym przez Macieja Korwina zagwarantowano również przyzwoitą rentę pieniężną Wacławowi. Księcia żagańskiego nazwano wówczas Janem Bez Ziemi.
Pomimo sprzedaży księstwa Jan II starał się w dalszym ciągu prowadzić aktywną politykę. W 1474 roku na czele wojsk zwerbowanych przez Korwina zorganizował udany rajd na Wielkopolskę, skąd przywiózł bogate łupy. Nie przyniosło to oczywiście zbyt dobrych stosunków z Polską.
W roku 1476 umarł książę głogowski Henryk XI, najprawdopodobniej otruty na polecenie margrabiów brandenburskich. Do schedy po ostatnim Piaście głogowskim zgłosili pretensje władcy brandenburscy, Maciej Korwin, Jagiellonowie oraz Jan II Szalony.
W pierwszej fazie wojny o sukcesję głogowską Jan II Szalony był popierany przez króla Węgier Macieja Korwina. Jego przeciwnicy z Brandenburgii szukali poparcia w Czechach i Polsce. Doszło nawet do zawarcia małżeństwa pomiędzy Władysławem Jagiellończykiem, a Barbarą (wdową po Henryku XI), ale nigdy nie zostało skonsumowane i w świetle prawa kanonicznego było nieważne. Jan korzystając z układów Macieja Korwina w Rzymie chciał zmusić mieszkańców księstwa do złożenia przysięgi. Legat papieski nałożył wtedy klątwę na mieszkańców Głogowa, co miało ich zmusić do podporządkowania się Janowi.
Pierwszy sukces Jan odniósł w dniu 7 grudnia 1476, kiedy w Żaganiu przyjął hołd stanów księstwa. W dniu 8 grudnia 1476 roku Maciej Korwin uznał Jana Szalonego za dziedzica Henryka XI. Na przełomie lat 1476/1477 załogi brandenburskie zostały wyparte ze Szprotawy i Kożuchowa. W rękach margrabiego Albrechta pozostało jedynie Krosno Odrzańskie. W początkach 1477 roku ogłoszono rozejm pomiędzy walczącymi stronami, trwający do kwietnia 1477. Działania wojenne zostały wznowione wiosną 1477 roku przy dużym zaangażowaniu wojsk czeskich i węgierskich. Klęska Węgrów pogorszyła sytuację Jana II. Mieszkańcy Głogowa dochowali jednak wierności Janowi. Działania wojenne zostały przerwane kolejnym rozejmem. Strony walczące usiłowały rozwiązać problem drogą dyplomacji, jednak jesienią 1477 roku rozejm został zerwany przez Jana, który dwukrotnie najeżdżał posiadłości brandenburskie docierając aż pod Berlin i Frankfurt nad Odrą. Działania wojenne trwały przez cały 1478 rok z różnym skutkiem dla stron walczących. Pozycja księcia żagańskiego wzmacniała się na terenie księstwa głogowskiego. W połowie 1479 roku został zawarty rozejm pomiędzy stronami walczącymi, na mocy którego margrabia Albrecht zrezygnował z pretensji do księstwa głogowskiego za kwotę 50 tysięcy florenów. Rokowania pomiędzy Janem a Brandenburgią trwały do września 1482 roku. Ostatecznie uznano porozumienia rozejmowe zawarte trzy lata wcześniej w Ołomuńcu. Księstwo głogowskie przypadło Janowi, a jego część północna Brandenburgii (okolice Krosna Odrzańskiego, Sulechowa, Świebodzina i Lubska). Zgodnie z porozumieniem z Maciejem Korwinem, Jan II Szalony miał rządzić w księstwie tylko dożywotnio. Po jego śmierci miało ono przypaść Maciejowi Korwinowi i jego następcom.
W 1480 roku książę głogowsko-żagański podjął starania o połączenie Głogowa (miasto było podzielone na część królewską i książęcą, w części królewskiej rezydowała Małgorzata Cylejska (zm. 1480)). W mieście doszło do 7-tygodniowego oblężenia zamku. W dniu 1 maja 1480 zamek został zdobyty, a miasto po prawie 150 latach zjednoczone.
Ambicje Jana Szalonego sięgały coraz wyżej, w związku z czym pomiędzy nim a Maciejem Korwinem musiało dojść do wojny. W styczniu 1488 roku Jan II oświadczył, że przekazuje księstwo głogowskie trzem swoim zięciom – synom księcia ziębickiego i hrabiego kłodzkiego Henryka I Starszego, którzy poślubili trzy jego córki: Salomeę, Annę i Jadwigę. Ta deklaracja prowadziła prosto do wojny. Jan chciał za wszelką cenę zmusić stany księstwa do złożenia przysięgi lennej przyszłym władcom. Niestety te były zbyt oporne, więc książę skazał siedmiu przedstawicieli rady miejskiej na śmierć głodową. Odpowiedź węgierska była szybka – w maju 1488 roku rozpoczęło się oblężenie miasta, zakończone kapitulacją grodu w listopadzie 1488 roku. Jan II zrzekł się pretensji do księstwa za kwotę 20 tysięcy guldenów.
W latach następnych próbował bezskutecznie znaleźć sobie kawałek Śląska, w którym mógł spędzić resztę swojego burzliwego żywota. Wysunął pretensje do Ścinawy, interweniował u Władysława Jagiellończyka i Jana Olbrachta (u którego nawet bawił na dworze w Poznaniu) w sprawie zwrotu księstwa głogowskiego – bez widocznego jednak rezultatu.
Ostatnie lata życia spędził pod opieką zięciów w wydzielonym z ich dzierżaw Wołowie, gdzie zmarł 22 września 1504 roku do końca tytułując się księciem żagańsko-głogowskim. Został pochowany w tamtejszym kościele parafialnym.
Jan II był żonaty z Katarzyną, córką księcia opawskiego Wilhelma, z którą miał pięć córek: Małgorzatę (żonę Mikołaja Banffyego z Lendavy, magnata węgierskiego, a później Jana Hampo, również arystokraty pochodzącego z Węgier), Salomeę (żonę Albrechta Ziębickiego, potem Jana Kurzbacha, barona milickiego), Jadwigę (żonę Jerzego Ziębickiego, potem zamężną z czeskim magnatem Zygmuntem Wartenbergiem z Lipy), Annę (żonę Karola I Podiebradowicza) i wreszcie Barbarę (klaryskę w Strzelinie).
Jan Szalony był postacią dosyć kontrowersyjną, przez niektórych historyków chwaloną za ambicje, przez innych ganioną za awanturnictwo i szalone pomysły.

## Przodkowie
| Dziadkowie                              | ks. żagański Henryk VIII Wróbel (1357–1397) ∞1388 Katarzyna opolska (ok. 1367–1420) | elektor Saksonii Rudolf III (ok. 1367–1419) ∞1396 Barbara legnicka (1372–1436) | ks. opawski Przemysł I (1365–1433) ∞ok. 1405 Katarzyna ziębicka (ok. 1390–1422) | pan Častolovic Půta Młodszy (ok. 1400–1434) ∞ok. 1420 Anna z Koldic (ok. 1405–ok. 1450) |
| Rodzice                                 | ks. żagański Jan I (ok. 1385–1439) ∞1408 Scholastyka saska (1391–1463)              | ks. żagański Jan I (ok. 1385–1439) ∞1408 Scholastyka saska (1391–1463)         | ks. opawski Wilhelm (ok. 1410–1452) ∞1442 Salomea z Častolovic (ok. 1426–1489)  | ks. opawski Wilhelm (ok. 1410–1452) ∞1442 Salomea z Častolovic (ok. 1426–1489)          |
| Jan II Szalony (1435–1504) ks. żagański |                                                                                     |                                                                                |                                                                                 |                                                                                         |